# Гулбоака (Оргіївський район)
Гулбоака (рум. Hulboaca) — село в Оргіївському районі Молдови. Входить до складу комуни, адміністративним центром якої є село Гетлова.

## Населення
За даними перепису населення 2004 року у селі проживали 717 осіб.
Національний склад населення села:
| Національність       | Кількість осіб | Відсоток   |
| -------------------- | -------------- | ---------- |
| молдавани румуни     | 710 3          | 99,0% 0,4% |
| росіяни              | 2              | 0,3%       |
| українці             | 1              | 0,1%       |
| інша / без відповіді | 1              | 0,1%       |
| Всього               | 717            | 100%       |

## Видатні уродженці
- Гарштя Віра Олександрівна — народна артистка СРСР.